# Alberto Bigon
Alberto Bigon, detto Albertino (Padova, 31 ottobre 1947), è un ex calciatore e allenatore di calcio italiano, di ruolo centrocampista o attaccante.

## Biografia
Ha un fratello che come lui è stato calciatore, Luciano Bigon (Padova, 12 gennaio 1952), il quale ha giocato in Serie C con il Padova dal 1969 al 1976 per un totale di 139 presenze, diventandone anche capitano. Giocava nel ruolo di centrocampista.
Ha due figli, Riccardo, direttore sportivo ed ex calciatore, e Davide, anch'egli calciatore.

## Carriera

### Giocatore

#### Club

##### Gli inizi
Inizia la carriera nel Padova in Serie B. Nella stagione 1965-1966, sebbene impiegato in prima squadra, prende parte alla fase finale del Campionato Primavera vinto dai Biancoscudati sotto la guida di Mariano Tansini.
Esordisce in Serie A nel 1967 con la maglia della SPAL, squadra in cui era giunto nel novembre di quell'anno dopo che a Napoli non aveva trovato spazio. Chiuso da campioni come Sívori e Altafini, l'allenatore dei partenopei Pesaola non lo considerava pronto per la massima serie; riuscì a collezionare una sola presenza nell'andata del primo turno di Coppa delle Fiere, partecipando all'azione che portò al 4-0 definitivo ai danni dell'Hannover 96.Nel 1969, dopo il secondo campionato alla SPAL, stavolta di Serie B, viene ceduto da Paolo Mazza al Foggia.

##### I successi al Milan, gli ultimi anni

Bigon in azione da capitano del Milan nel campionato 1978-1979, quello della stella.

La sua carriera da calciatore resta però indubbiamente legata al Milan col quale dal 9 luglio 1971 al 1980 colleziona 218 presenze e 56 gol. Dopo gli inizi da centravanti, Bigon arretra il suo raggio d'azione diventando un centrocampista dalle spiccate attitudini offensive. Le sue doti lo portano più volte a comparire in doppia cifra nella classifica cannonieri del campionato di Serie A.
Nel suo palmarès in maglia rossonera figurano uno scudetto (campionato 1978-79), 3 Coppe Italia e una Coppa delle Coppe (1973).
Durante la sua permanenza al Milan Bigon divenne famoso anche perché gli furono accreditate alcune reti involontarie "di rimbalzo" su pallone calciato da altri (tanto da essere soprannominato "centravanti sponda da bigliardo"). Il caso più clamoroso e noto avvenne il 28 novembre 1971 durante il derby di andata Inter-Milan 2-3, 7ª giornata del campionato di Serie A. A 5 minuti dal termine in situazione di parità sul 2-2, l'interista Burgnich rinviò la sfera dalla propria area di rigore nelle vicinanze della sua porta ma il pallone rimpallò sulle gambe-schiena di Bigon che si trovava alcuni metri più lontano; a seguito del rimpallo fortuito la palla si infilò in rete sulla destra del portiere Bordon fissando il risultato finale sul 2-3 per il Milan.
Successivamente giocherà nella Lazio e nel Lanerossi Vicenza, chiudendo la carriera agonistica nel 1984.

#### Nazionale
Conta 1 presenza con la maglia della nazionale italiana Under-21.

### Allenatore
Come allenatore allena la Reggina nella stagione 1986-1987 quindi il Cesena per due campionati (dal 1987 al 1989) conducendolo alla salvezza in Serie A, quindi il Napoli portandolo alla conquista del suo secondo scudetto nel 1990 e, sempre nello stesso anno, della Supercoppa italiana. Dopo il modesto ottavo posto della stagione 1990-1991 (che pure lo vede eccezionalmente come allenatore della selezione di Lega della Serie A nella sfida vinta contro gli inglesi per 3-0, il 16 gennaio 1991 a Napoli) e la conclusione del ciclo "maradoniano", Bigon lascia il Napoli.

Bigon (al centro, in maglia bianca) allenatore del Napoli scudettato della stagione 1989-1990

Nella stagione 1991-1992 è sulla panchina del Lecce, in Serie B: esonerato dopo diciotto giornate, viene richiamato dopo la ventiquattresima e conduce i suoi all'ottavo posto, cogliendo la salvezza all'ultimo turno, grazie a una vittoria interna contro un Cosenza privato della promozione in massima serie proprio a causa di quel passo falso. Nel 1992-1993 evita la retrocessione dell'Udinese in Serie B vincendo lo spareggio contro il Brescia.
Dopo una breve esperienza all'Ascoli nel 1995, nel 1996-1997 alla guida del Sion conquista campionato e coppa nazionale della Federazione elvetica. Quale riconoscimento per la vittoria in un campionato straniero, nel 1997 gli viene assegnato il Premio Panchina d'Oro Speciale del Settore Tecnico della FIGC. Al ritorno in Italia, subentra sulla panchina del Perugia in Serie B durante la stagione 1997-1998, ma l'esperienza dura poche giornate. Nel novembre 1999 Bigon viene chiamato dai greci dell'Olympiakos Pireo, dai quali viene tuttavia esonerato il 10 aprile 2000 nonostante il primo posto in campionato nella stagione 1999-2000. Nel febbraio 2007 torna alla guida del Sion ma viene esonerato pochi mesi dopo dalla guida tecnica del club elvetico.
L'11 agosto 2008 viene nominato nuovo tecnico dell'Interblock Lubiana, compagine slovena: si tratta però di una fugace esperienza e già a fine settembre si dimette. Nel 2009, a 62 anni, decide di ritirarsi e lascia il mondo del calcio.

## Statistiche

### Presenze e reti nei club
| Stagione                 | Squadra                  | Campionato               | Campionato | Campionato | Coppe nazionali | Coppe nazionali | Coppe nazionali | Coppe continentali | Coppe continentali | Coppe continentali | Altre coppe | Altre coppe | Altre coppe | Totale | Totale |
| Stagione                 | Squadra                  | Comp                     | Pres       | Reti       | Comp            | Pres            | Reti            | Comp               | Pres               | Reti               | Comp        | Pres        | Reti        | Pres   | Reti   |
| ------------------------ | ------------------------ | ------------------------ | ---------- | ---------- | --------------- | --------------- | --------------- | ------------------ | ------------------ | ------------------ | ----------- | ----------- | ----------- | ------ | ------ |
| 1964-1965                | Padova                   | B                        | 5          | 0          | CI              | ?               | ?               | -                  | -                  | -                  | -           | -           | -           | 5+     | 0+     |
| 1965-1966                | Padova                   | B                        | 24         | 5          | CI              | ?               | ?               | -                  | -                  | -                  | -           | -           | -           | 24+    | 5+     |
| 1966-1967                | Padova                   | B                        | 35         | 10         | CI              | ?               | ?               | -                  | -                  | -                  | -           | -           | -           | 35     | 10+    |
| Totale Padova            | Totale Padova            | Totale Padova            | 64         | 15         |                 | ?               | ?               |                    | -                  | -                  |             | -           | -           | 64+    | 15+    |
| nov. 1967                | Napoli                   | A                        | 0          | 0          | -               | -               | -               | CdF                | 1                  | 0                  | -           | -           | -           | 1      | 0      |
| 1967-1968                | SPAL                     | A                        | 14         | 1          | CI              | ?               | ?               | -                  | -                  | -                  | -           | -           | -           | 14+    | 1+     |
| 1968-1969                | SPAL                     | B                        | 35         | 9          | CI              | ?               | ?               | -                  | -                  | -                  | -           | -           | -           | 35+    | 9+     |
| Totale SPAL              | Totale SPAL              | Totale SPAL              | 49         | 10         |                 | ?               | ?               |                    | -                  | -                  |             | -           | -           | 49+    | 10+    |
| 1969-1970                | Foggia                   | B                        | 37         | 11         | CI              | 3               | 0               | -                  | -                  | -                  | -           | -           | -           | 40     | 11     |
| 1970-1971                | Foggia                   | A                        | 28         | 7          | CI              | 3               | 0               | -                  | -                  | -                  | -           | -           | -           | 31     | 7      |
| Totale Foggia            | Totale Foggia            | Totale Foggia            | 65         | 18         |                 | 6               | 0               |                    | -                  | -                  |             | -           | -           | 71     | 18     |
| 1971-1972                | Milan                    | A                        | 29         | 14         | CI              | 11              | 3               | CU                 | 8                  | 2                  | -           | -           | -           | 48     | 19     |
| 1972-1973                | Milan                    | A                        | 28         | 10         | CI              | 7               | 1               | CdC                | 8                  | 1                  | -           | -           | -           | 43     | 12     |
| 1973-1974                | Milan                    | A                        | 22         | 1          | CI              | 2               | 2               | CdC                | 9                  | 7                  | SU          | 0           | 0           | 33     | 10     |
| 1974-1975                | Milan                    | A                        | 26         | 3          | CI              | 9               | 3               | -                  | -                  | -                  | -           | -           | -           | 35     | 6      |
| 1975-1976                | Milan                    | A                        | 24         | 5          | CI              | 10              | 1               | CU                 | 8                  | 2                  | -           | -           | -           | 42     | 8      |
| 1976-1977                | Milan                    | A                        | 22         | 4          | CI              | 10              | 4               | CU                 | 6                  | 0                  | -           | -           | -           | 38     | 8      |
| 1977-1978                | Milan                    | A                        | 23         | 5          | CI              | 6               | 2               | CdC                | 1                  | 0                  | -           | -           | -           | 30     | 7      |
| 1978-1979                | Milan                    | A                        | 26         | 12         | CI              | 4               | 2               | CU                 | 4                  | 3                  | -           | -           | -           | 34     | 17     |
| 1979-1980                | Milan                    | A                        | 18         | 2          | CI              | 6               | 1               | CC                 | 2                  | 0                  | -           | -           | -           | 26     | 3      |
| Totale Milan             | Totale Milan             | Totale Milan             | 218        | 56         |                 | 65              | 19              |                    | 46                 | 15                 |             | 0           | 0           | 329    | 90     |
| 1980-1981                | Lazio                    | B                        | 32         | 9          | CI              | 5               | 1               | -                  | -                  | -                  | -           | -           | -           | 37     | 10     |
| 1981-1982                | Lazio                    | B                        | 25         | 3          | CI              | 3               | 0               | -                  | -                  | -                  | -           | -           | -           | 28     | 3      |
| Totale Lazio             | Totale Lazio             | Totale Lazio             | 57         | 12         |                 | 8               | 1               |                    | -                  | -                  |             | -           | -           | 65     | 13     |
| 1982-1983                | Lanerossi Vicenza        | C1                       | 31         | 9          | CI              | ?               | ?               | -                  | -                  | -                  | -           | -           | -           | 31+    | 9+     |
| 1983-1984                | Lanerossi Vicenza        | C1                       | 26         | 7          | CI              | ?               | ?               | -                  | -                  | -                  | -           | -           | -           | 26+    | 7+     |
| Totale Lanerossi Vicenza | Totale Lanerossi Vicenza | Totale Lanerossi Vicenza | 57         | 16         |                 | ?               | ?               |                    | -                  | -                  |             | -           | -           | 57     | 16     |
| Totale carriera          | Totale carriera          | Totale carriera          | 510        | 127        |                 | 79+             | 20+             |                    | 46                 | 15                 |             | 0           | 0           | 635+   | 162+   |

### Statistiche da allenatore
| Stagione            | Squadra           | Campionato        | Campionato | Campionato | Campionato | Campionato | Coppe nazionali | Coppe nazionali | Coppe nazionali | Coppe nazionali | Coppe nazionali | Coppe continentali | Coppe continentali | Coppe continentali | Coppe continentali | Coppe continentali | Altre coppe | Altre coppe | Altre coppe | Altre coppe | Altre coppe | Totale | Totale | Totale | Totale | % Vittorie | Piazzamento     |
| Stagione            | Squadra           | Comp              | G          | V          | N          | P          | Comp            | G               | V               | N               | P               | Comp               | G                  | V                  | N                  | P                  | Comp        | G           | V           | N           | P           | G      | V      | N      | P      | %          | Piazzamento     |
| ------------------- | ----------------- | ----------------- | ---------- | ---------- | ---------- | ---------- | --------------- | --------------- | --------------- | --------------- | --------------- | ------------------ | ------------------ | ------------------ | ------------------ | ------------------ | ----------- | ----------- | ----------- | ----------- | ----------- | ------ | ------ | ------ | ------ | ---------- | --------------- |
| 1984-1985           | Conegliano        | Int.              | 30         | 11         | 7          | 12         | CID             | 2               | 0               | 1               | 1               | -                  | -                  | -                  | -                  | -                  | -           | -           | -           | -           | -           | 32     | 11     | 8      | 13     | 34,38      | 9°              |
| 1985-1986           | Conegliano        | Int.              | 30         | 8          | 10         | 12         | CID             | 2               | 0               | 1               | 1               | -                  | -                  | -                  | -                  | -                  | -           | -           | -           | -           | -           | 32     | 8      | 11     | 13     | 25,00      | 13°             |
| Totale Conegliano   | Totale Conegliano | Totale Conegliano | 60         | 19         | 17         | 24         |                 | 4               | 0               | 2               | 2               |                    |                    |                    |                    |                    |             |             |             |             |             | 64     | 19     | 19     | 26     | 29,69      |                 |
| 1986-1987           | Reggina           | C1                | 34         | 11         | 14         | 9          | CIC             | ?               | ?               | ?               | ?               | -                  | -                  | -                  | -                  | -                  | -           | -           | -           | -           | -           | 34     | 11     | 14     | 9      | 32,35      | 7°              |
| 1987-1988           | Cesena            | A                 | 30         | 7          | 12         | 11         | CI              | 5               | 3               | 1               | 1               | -                  | -                  | -                  | -                  | -                  | -           | -           | -           | -           | -           | 35     | 10     | 13     | 12     | 28,57      | 9°              |
| 1988-1989           | Cesena            | A                 | 34         | 8          | 13         | 13         | CI              | 8               | 3               | 2               | 3               | -                  | -                  | -                  | -                  | -                  | -           | -           | -           | -           | -           | 42     | 11     | 15     | 16     | 26,19      | 10°             |
| Totale Cesena       | Totale Cesena     | Totale Cesena     | 64         | 15         | 25         | 24         |                 | 13              | 6               | 3               | 4               |                    |                    |                    |                    |                    |             |             |             |             |             | 77     | 21     | 28     | 28     | 27,27      |                 |
| 1989-1990           | Napoli            | A                 | 34         | 21         | 9          | 4          | CI              | 6               | 2               | 3               | 1               | CU                 | 6                  | 1                  | 3                  | 2                  | -           | -           | -           | -           | -           | 46     | 24     | 15     | 7      | 52,17      | 1°              |
| 1990-1991           | Napoli            | A                 | 34         | 11         | 15         | 8          | CI              | 8               | 5               | 1               | 2               | CC                 | 4                  | 2                  | 2                  | 0                  | SI          | 1           | 1           | 0           | 0           | 47     | 19     | 18     | 10     | 40,43      | 8°              |
| Totale Napoli       | Totale Napoli     | Totale Napoli     | 68         | 32         | 24         | 12         |                 | 14              | 7               | 4               | 3               |                    | 10                 | 3                  | 5                  | 2                  |             | 1           | 1           | 0           | 0           | 93     | 43     | 33     | 17     | 46,24      |                 |
| 1991-1992           | Lecce             | B                 | 32         | 12         | 11         | 9          | CI              | 4               | 2               | 1               | 1               | -                  | -                  | -                  | -                  | -                  | -           | -           | -           | -           | -           | 36     | 14     | 12     | 10     | 38,89      | Eson., Sub. 10° |
| 1992-1993           | Udinese           | A                 | 34+1       | 10+1       | 10         | 14         | -               | -               | -               | -               | -               | -                  | -                  | -                  | -                  | -                  | -           | -           | -           | -           | -           | 35     | 11     | 10     | 14     | 31,43      | 14°             |
| dic. 1994-mar. 1995 | Ascoli            | B                 | 12         | 2          | 5          | 5          | -               | -               | -               | -               | -               | -                  | -                  | -                  | -                  | -                  | -           | -           | -           | -           | -           | 12     | 2      | 5      | 5      | 16,67      | Sub., Eson      |
| 1996-1997           | Sion              | LNA               | 16+14      | 8+9        | 7+3        | 1+2        | CS              | 5               | 4               | 1               | 0               | CdC                | 5                  | 2                  | 1                  | 2                  | -           | -           | -           | -           | -           | 40     | 23     | 12     | 5      | 57,50      | 1°              |
| lug.-ott. 1997      | Sion              | LNA               | 11         | 3          | 5          | 3          | CS              | 0               | 0               | 0               | 0               | UCL+CU             | 4+1                | 2+0                | 0+0                | 2+1                | -           | -           | -           | -           | -           | 16     | 5      | 5      | 6      | 31,25      | Eson.           |
| ott. 1997-gen. 1998 | Perugia           | B                 | 8          | 2          | 4          | 2          | -               | -               | -               | -               | -               | -                  | -                  | -                  | -                  | -                  | -           | -           | -           | -           | -           | 8      | 2      | 4      | 2      | 25,00      | Sub., Eson.     |
| nov. 1999-apr. 2000 | Olympiacos        | AE                | 19         | 15         | 2          | 2          | KE              | 4               | 3               | 1               | 0               | CU                 | 2                  | 1                  | 0                  | 1                  | -           | -           | -           | -           | -           | 25     | 19     | 3      | 3      | 76,00      | Sub., Eson.     |
| feb.-mag. 2007      | Sion              | SL                | 16         | 8          | 4          | 4          | CS              | 0               | 0               | 0               | 0               | -                  | -                  | -                  | -                  | -                  | -           | -           | -           | -           | -           | 16     | 8      | 4      | 4      | 50,00      | Sub. 3°         |
| 2007-2008           | Sion              | SL                | 27         | 9          | 8          | 10         | CS              | 3               | 2               | 0               | 1               | CU                 | 4                  | 2                  | 1                  | 1                  | -           | -           | -           | -           | -           | 34     | 13     | 9      | 12     | 38,24      | Eson., Sub. 7°  |
| Totale Sion         | Totale Sion       | Totale Sion       | 84         | 37         | 27         | 20         |                 | 8               | 6               | 1               | 1               |                    | 14                 | 6                  | 2                  | 6                  |             |             |             |             |             | 106    | 49     | 30     | 27     | 46,23      |                 |
| ago.-ott. 2008      | Interblock        | 1.SNL             | 5          | 2          | 0          | 3          | P.NZS           | 0               | 0               | 0               | 0               | CU                 | 2                  | 0                  | 0                  | 2                  | -           | -           | -           | -           | -           | 7      | 2      | 0      | 5      | 28,57      | Eson.           |
| Totale carriera     | Totale carriera   | Totale carriera   | 434        | 163        | 140        | 131        |                 | 48              | 28              | 11              | 9               |                    | 28                 | 10                 | 7                  | 11                 |             | 1           | 1           | 0           | 0           | 511    | 202    | 158    | 151    | 39,53      |                 |

## Palmarès

### Giocatore

#### Club

##### Competizioni giovanili
- Campionato Primavera: 1

Padova: 1965-1966

##### Competizioni nazionali
- Campionato italiano: 1

Milan: 1978-1979
- Coppa Italia: 3

Milan: 1971-1972, 1972-1973, 1976-1977

##### Competizioni internazionali
- Coppa delle Coppe: 1

Milan: 1972-1973

### Allenatore

#### Club
- Campionato italiano: 1

Napoli: 1989-1990
- Supercoppa italiana: 1

Napoli: 1990
- Campionato svizzero: 1

Sion: 1996-1997
- Coppa Svizzera: 1

Sion: 1996-1997
- Campionato greco: 1

Olympiakos: 1999-2000

#### Individuale
- Timone d'Oro: 1

1991
- Panchina d'oro speciale: 1

1997